# Plasmodesma
Els plasmodesmes són unions cel·lulars exclusives de les cèl·lules vegetals les quals permeten l'entrada i sortida de substàncies a través de la paret cel·lular.

## Necessitat
Les cèl·lules vegetals tenen parets rígides gràcies a la matriu de cel·lulosa que contenen. Això comporta que quedin fortament unides amb les seves veïnes. Per aquest motiu, a diferència de les cèl·lules animals, no necessiten unions d'adhesió.
Les unions de comunicació continuen sent imprescindibles; i aquestes són els plasmodesmes.

## Estructura
Són conductes prims, revestits de membrana plasmàtica que travessen la paret cel·lular i connecten el citoplasma de les cèl·lules contigües. Poden tenir una localització precisa o distribuïda per tota la paret.

## Funcions
Totes les cèl·lules d'un vegetal estan connectades entre elles gràcies als plasmodesmes; els quals formen uns fins canals a través de les parets cel·lulars. Gràcies a aquestes estructures els citoplasmes de les cèl·lules adjacents queden connectats.
Permeten el pas de molècules de tipus molt diferents, principalment metabòlits i nutrients.
Com a resultat s'obté una bona comunicació i coordinació entre totes les cèl·lules que formen l'organisme vegetal.

## Regulació
Tot i que els plasmodesmes permeten el pas de múltiples molècules de tipologia i mides molt diverses, aquest transport està regulat; encara que actualment no se sap exactament com.

## Formació
Els plasmodesmes es formen durant la citocinesi de la divisió cel·lular a partir d'alguns fragments de reticle endoplasmàtic llis.